# 松杨湖街道
松杨湖街道是中华人民共和国湖南省岳陽市云溪区下辖的一个街道办事处。

## 行政区划
松杨湖街道下辖以下村级行政区划单位：
杨树港社区、擂鼓台社区、菱泊湖社区、茅岭头社区、东风村、滨湖村。